# Вирсхоп
Вирсхоп (нем. Wiershop) — община в Германии, в земле Шлезвиг-Гольштейн. 
Входит в состав района Герцогство Лауэнбург. Подчиняется управлению Хоэ Эльбгест.  Население составляет 160 человек (на 31 декабря 2010 года). Занимает площадь 5,15 км².